# Marián Migra
Marián Migra, (ur. 13 marca 1970 w Bratysławie) – słowacki siatkarz, występujący na pozycji przyjmującego. Jego atrybuty fizyczne to 201 cm i 95 kg. Zasięg w ataku tego zawodnika wynosi 347 cm, a zasięg w bloku 333 cm. W latach 1992–1993 reprezentował Czechosłowację oraz w latach 1993 - 1997 Słowację. Startował na Mistrzostwach Europy w roku 1993 i w roku 1997. Sześciokrotnie zdobył mistrzostwo Słowacji - czterokrotnie z VKP Bratysława, dwukrotnie z Matadorem Puchov. Z zespołem Esperance Tunis zdobył brązowy medal w lidze tunezyjskiej. Zdobył także dwukrotnie mistrzostwo Słowacji w siatkówce plażowej w roku 1994 i 1995. W roku 2004 Migra zakończył siatkarską karierę i zajął się squashem. W roku 2006 został mistrzem Słowacji w squasha.
Kluby:
- VKP Bratysława, do 1995
- PPS Detva, 1995 - 1996
- Strasburg, 1996 - 1997
- Torhout, 1997 - 1998
- VKP Bratysława, 1998 - 1999
- Matador Puchov, 1999 - 2000
- Esperance Tunis, 2000 - 2001
- Matador Puchov, 2001 - 2002
- STU Poprad, 2002–2004